# Txecs
Els txecs (en txec: Češi, pronunciació en txec: [ˈtʃɛʃɪ]; en txec arcaic: Čechové [ˈtʃɛxɔvɛː]) són els membres d'un grup ètnic i una nació nadius de la República Txeca a l'Europa central que parlen la llengua txeca. Els txecs ètnics foren anomenats bohemis fins a finals del segle xx, per a referir-se a la tribu de l'última edat del ferro, els bois i el seu territori, Bohèmia, que descendien de pobles d'origen celta i que posteriorment es van barrejar amb colonitzadors eslaus occidentals i germànics. També és el nom que reben els ciutadans de la República Txeca. Hi ha petits grups de txecs que també viuen als Estats Units, Canadà, el Regne Unit, Alemanya, Eslovàquia, Austràlia i Argentina, entre altres estats.

## Geografia

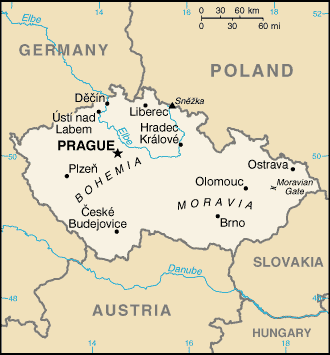
Mapa de la República Txeca

La República Txeca té tres territoris històrics: Bohèmia, Moràvia i la Silèsia txeca; i en l'actualitat es divideix en 14 regions. En aquestes terres hi ha una varietat cultural molt alta. En totes les regions es parla txec, però hi existeixen diversos dialectes locals (com el bohemi central i el moravià, entre d'altres).

## Història

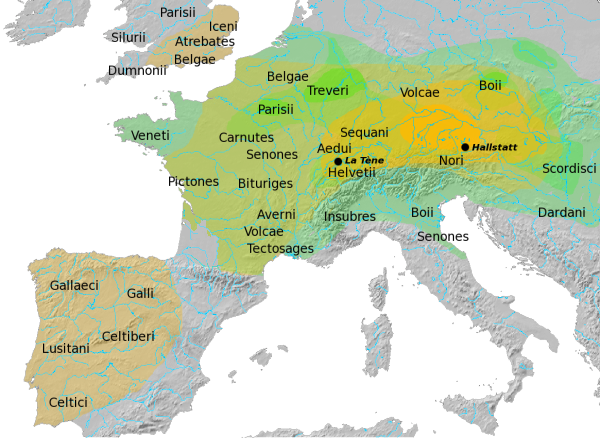
Mapa sobre la celta cultura d'Hallstatt (en groc), la precedent cultura de La Tène (en verd) i els Bois

Segons la mitologia, els colonitzadors eslaus eren descendents de Lech, Čech i Rus (els tres germans fundadors de tres nacions eslaves: Letxia o Polònia, Txèquia i Rutènia), que es van assentar a la muntanya Říp (a la Bohèmia central, a 20 km al sud-est de Litoměřice). El 880, Borivoj I de Bohèmia va construir el castell de Praga i va fundar la ciutat. El primer rei txec fou Vratislav II de Bohèmia, al 1085.
La segona meitat del segle xiii fou un període en què les terres txeques van veure una immigració d'alemanys a gran escala. Es creu que hi ha centenars de milers de txecs que tenen avantpassats germànics. Al segle xvi, la dinastia dels Habsburg va posar els seus esforços en les guerres de religió contra els protestants. Al mateix temps que hi havia aquestes guerres, els estats txecs estaven revoltats contra els Habsburgs entre el 1546 i el 1547, però van caure derrotats.
Els autors patriòtics txecs consideren el període entre el 1620 i finals del segle xviii com l'època fosca. Aquesta va estar caracteritzada per les devastacions que van patir els txecs en mans de tropes estrangeres, la germanització i el declivi polític i econòmic. Es creu que durant la Guerra dels Trenta Anys i l'expulsió dels protestants els Països Txecs van perdre un terç de la seva població.
A principis del segle xx, Chicago va esdevenir la tercera població amb més txecs, després de Praga i Viena.
El 1918, es va proclamar la independència de Txecoslovàquia i els txecs es van convertir en els líders del nou estat que havia sorgit de l'Imperi austrohongarès. El 1938 l'acord de Múnic va separar de Txecoslovàquia la Sudetenland, que tenia una minoria considerable txeca, i al 1939 el Tercer Reich alemany va establir el protectorat de Bohèmia i Moràvia (o Resttschechei). Emil Hácha va esdevenir el president del protectorat; aquest només permetia les associacions de txecs pro nazis i va estrènyer els lligams dels txecs amb els alemanys per tal de facilitar el procés de germanització. Les autoritats nazis van fer tribunals contra els crims de guerra contra la població local txeca a Lidice, Ležáky i Luká. El 2 de maig de 1945 va succeir la Insurrecció de Praga, en què la resistència txeca i l'exèrcit soviètic van alliberar el país del jou alemany. Després de la Segona Guerra Mundial, els alemanys foren expulsats de Txecoslovàquia i els seus col·laboradors van ser reprimits, sobretot a principis de la dècada de 1950. Segons la Conferència de Potsdam i la Conferència de Ialta, els alemanys sudetes (o alemanys bohemis de Sudetenland) van ser deportats a Alemanya occidental, Alemanya oriental o a Àustria.
Desenes de milers de txecs foren repatriats de Volínia i de Banat després de la Segona Guerra mundial. Des de la dècada de 1990, la República Txeca ha treballat per repatriar txecs que vivien a Romania i a Kazakhstan.
El 1968 la invasió del pacte de Varsòvia de Txecoslovàquia va ser seguida per una onada d'emigració massiva de persones qualificades. Es creu, tot i que en un primer moment van exiliar-se 70.000 persones, que van acabar emigrant 300.000 txecs.
El maig de 2004, la República Txeca va entrar en la Unió Europea i els txecs van obtenir el dret de viure i treballar en altres estats de la Unió Europea.

## Genètica
Els txecs actuals han rebut influències de diferents onades migratòries humanes d'arreu d'Europa al llarg del temps. En els seus haplogrups del cromosoma Y humà, que ens mostren el seu llinatge patern, els txecs mostren una barreja de trets europeus orientals i occidentals. El 34,2% dels txecs tenen presència de l'haplogrup R1a, que és molt normal entre els humans d'Àsia meridional, el sud de Sibèria, d'Europa central i d'Escandinàvia. Segons un estudi del 2000, el 35,6% dels homes txecs tenen l'haplogrup R1b en els seus genomes, que és molt comú a l'Europa occidental, Alemanya i entre les nacions celtes, però és molt rar entre els eslaus.
Entre els txecs, austríacs i altres pobles d'origen celta hi ha una alta freqüència de la mutació del gen G551D CFTR (del regulador de les conduccions de la fibrosi quística), que és el causant de la fibrosi quística.
Al volant del 3% de la població de Moràvia té gens que provenen de tribus nòmades de l'Àsia central que van migrar cap al centre i l'est d'Europa a l'edat medieval.

## Llengua
El txec és una llengua parlada per uns 12 milions de persones arreu del món, la majoria de les quals viuen a la República Txeca. El txec va sorgir del protoeslau al segle x i és intel·ligible amb l'eslovac.

## Txecs notables

### Mitologia

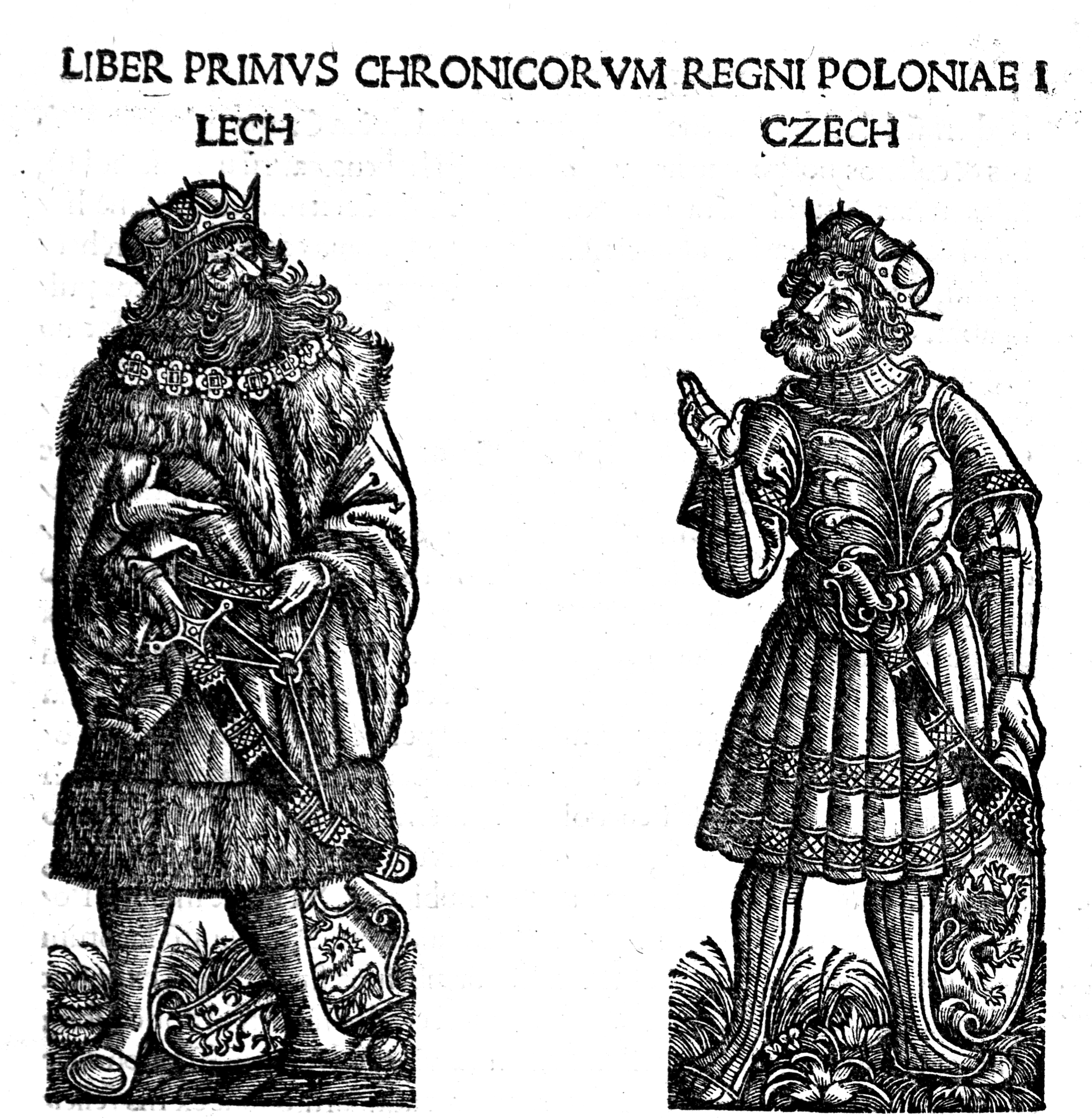
Els germans Lech i Czech, fundadors dels territoris eslaus occidentals de Lechia (Polònia) i Bohènmia en la Chronica Polonorum (1506)

Hi ha una història llegendària que explica que els txecs són descendents dels germans Lech, Čech i Rus, els tres avantpassats de les tres nacions eslaves dels polonesos, txecs i rus' que segons la tradició van portar la tribu dels txecs a aquest territori. També hi ha mites sobre Přemysl, el fundador de la dinastia Premíslida, que va regnar a Bohèmia des del segle xi fins al 1306.

### Figures històriques
El més influent de tots els reis txecs fou Carles IV, que va arribar a ser emperador del Sacre Imperi romanogermànic. La casa de Luxemburg representa el punt àlgid que va aconseguir Txèquia, tant en la seva expansió i influència territorial com en l'avanç en moltes àrees humanes.
Els txecs tenen moltes personalitats que consideren com herois nacionals o icones culturals, i moltes històries nacionals que es refereixen a les seves vides. Jan Hus fou un religiós reformista del segle xv, pare espiritual del moviment hussita. El filòsof, gramàtic i pedagog Jan Amós Comenius és una altra figura notable de la història txeca. Els txecs consideren el poeta i lingüista Josef Jungmann com una figura cabdal que va contribuir al desenvolupament de la llengua txeca moderna i a la lluita en contra de la seva extinció.

### Polítics moderns

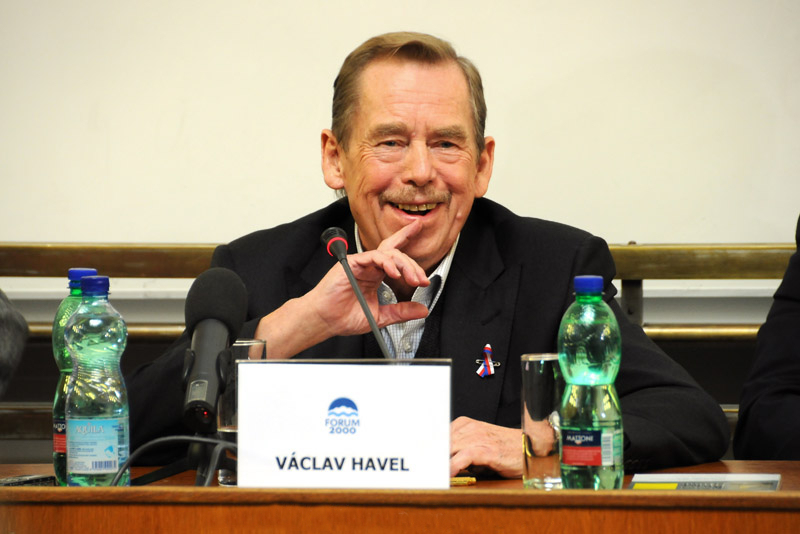
Václav Havel, primer president de la República Txeca

Václav Havel, que va esdevenir el primer president de la República Txeca independent, fou una de les figures més notables de la Revolució de Vellut. El seu actual president (el tercer) és Miloš Zeman.
La República Txeca ha tingut diversos primers ministres. El primer fou el posterior president, Václav Klaus, el segon fou Josef Tošovský i el tercer fou Miloš Zeman.

### Esports
Hi ha molts esportistes txecs notables, sobretot en el tennis, futbol, hoquei sobre gel i atletisme:
- Tennis – Ivan Lendl, Martina Navratilova, Petra Kvitová,[39] Tomáš Berdych, Lukáš Rosol, Radek Štěpánek
- Futbol – Pavel Nedvěd, Antonín Panenka, Tomáš Rosický, Karel Poborský, Patrik Berger,[40][41] Petr Čech
- Hoquei sobre gel – Jaromír Jágr, Dominik Hašek, Petr Nedvěd, Patrik Eliáš, Tomáš Plekanec
- Atletisme – Emil Zátopek, Roman Šebrle, Jan Železný, Barbora Špotáková

### Artistes

#### Músics

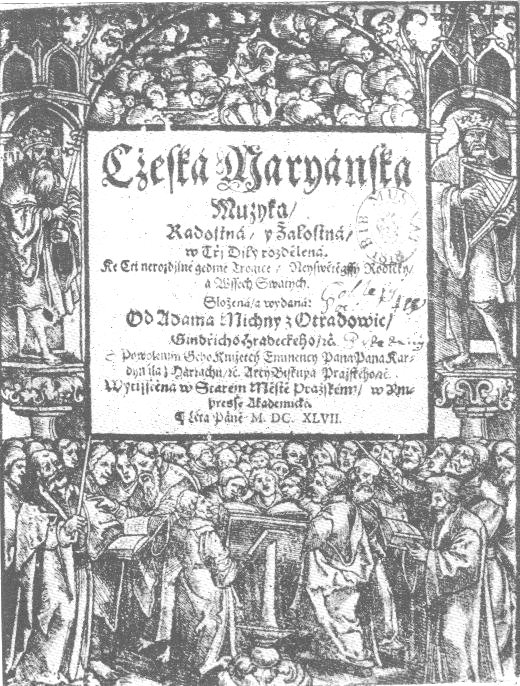
Títol de Česká mariánská muzika d'Adam Václav Michna z Otradovic (1647)

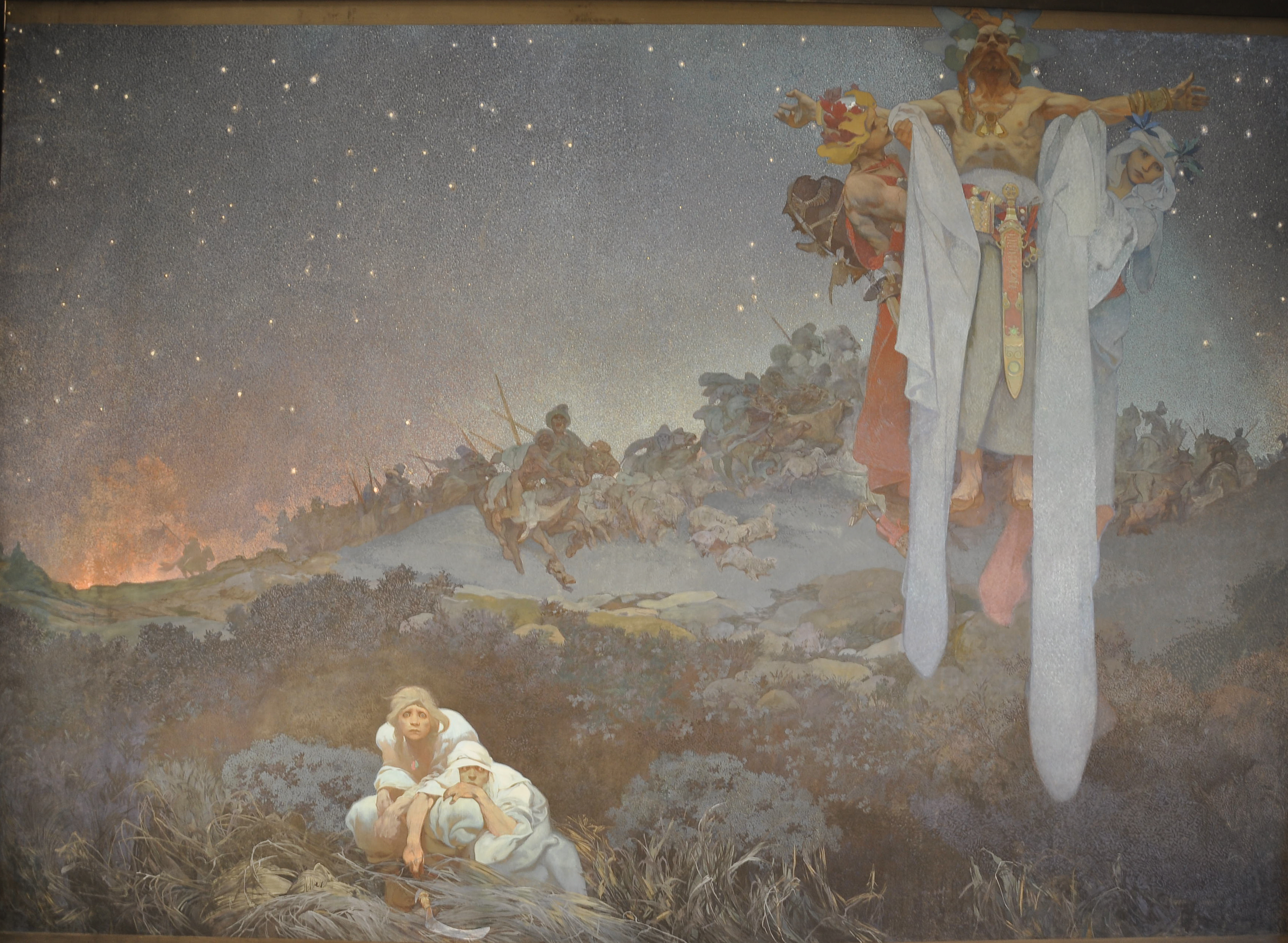
L'èpica eslava d'Alfons Mucha

La música txeca es va començar a desenvolupar al segle xi. El gran progrés de la música txeca va començar a finals del Renaixement i a principis del barroc. Adam Michna (1600-1676) fou un dels autors més destacats d'aquesta època. Aquesta tradició va determinar el desenvolupament de la música txeca que han continuat els altres grans músics txecs: Jan Sismas Zelenka i Bohuslav Matěj Černohorský, del barroc; Bedřich Smetana i Antonín Dvořák, del romanticisme; Leoš Janáček i Bohuslav Martinů, de la música clàssica del segle XX; i Miloslav Kabeláč, de la música contemporània.
Els músics txecs també van jugar un rol important en el desenvolupament de la música europea. Al segle xviii, Jan Václav Antonín Stamic va contribuir a la creació del classicisme en la música amb les seves innovacions en les composicions i fundant l'escola de Mannheim, i els experiments d'Antonín Rejcha van prefigurar les noves tècniques en la composició musical al segle xix. La influència dels músics txecs ha anat més enllà del continent europeu. Per exemple, Antonín Dvořák va portar el seu estil musical als Estats Units aprofitant el potencial de la música ètnica americana. També cal esmentar la contribució d'Alois Hába a la música microtonal del segle xx.
El músic, científic i sinòleg jesuïta Karel Slavíček va influenciar la Xina de la dinastia Qing quan fou utilitzat com a músic de la cort per l'emperador Kangxi.
Ivan Král i la banda musical The Plastic People of the Universe són alguns dels músics de rock i de música moderna txecs més destacats. Aquesta última va jugar un rol important en el moviment underground durant el règim comunista.

#### Autors literaris
El poeta Jaroslav Seifert va guanyar el Premi Nobel de Literatura. També cal destacar l'autora Božena Němcová (1820-1862), que va esdevenir una icona cultural amb el seu llibre Babička.

#### Pintors i artistes plàstics
- Mikoláš Aleš fou un pintor conegut sobretot per redissenyar el Teatre Nacional de Praga.[47]
- Alphonse Mucha fou un artista que va influenciar en el modernisme del període eduardià.
- František Kupka fou un pioner i cofundador del moviment de l'art abstracte.
- Toyen, va ser una pintora i il·lustradora pionera en el moviment surrealista.

#### Directors de cinema i artistes escènics
- Miloš Forman. Director de cinema, conegut sobretot per la seva pel·lícula One Flew Over the Cuckoo's Nes (Algú va volar sobre el niu del cu-cut), que té orígens txecs i que va començar la seva carrera a Txecoslovàquia.[48]
- Jan Švankmajer, animador i director de cinema surrealista nascut a Praga.
- Karel Kryl, actor.[49]
- Helena Vondráčková, actriu.[50]
- Karel Gott, actriu.[51]
- Zdeněk Svěrák, actor i director de cinema.
- Vlastimil Brodský, actor.[52]
- Vladimír Menšík, actor.[53]
- Ivan Mládek, actor.

### Sants
Hi ha molts sants txecs. Els més notables són sant Venceslau, patró de la República Txeca, Eslovàquia i Polònia; sant Joan Nepomucè, patró de Bohèmia i Baviera; sant Adalbert de Praga; sant Procopi de Sázava i santa Agnès de Bohèmia.

## Txecs de la diàspora
Tot i que els txecs provenen de la zona de l'actual República Txeca, trobem gent d'origen txec en molts països d'arreu del món. La comunitat de txecs en la diàspora més destacable a nivell quantitatiu està als Estats Units, amb gairebé un milió i mig de txecs. Canadà, Itàlia i el Regne Unit són els altres tres estats en què hi ha un nombre important de txecs.

### Txecs als Estats Units

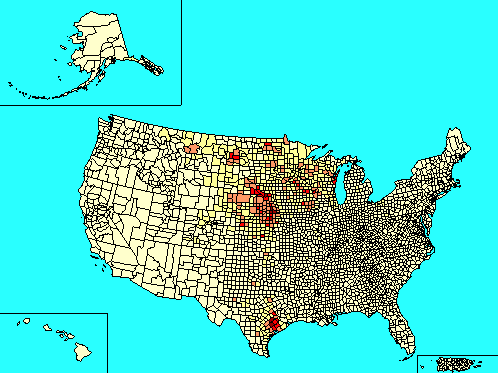
Distribució dels txecs americans segons el cens del 2000

També coneguts amb el nom d'americans bohemis, els txecs americans són els ciutadans dels Estats Units que tenen avantpassats txecs. Segons el cens dels Estats Units del 2000, hi ha 1.262.527 txecs americans, que representen el 0,4% de la població del país.
Joachim Gans, expert en mines, és el primer txec documentat que va emigrar als Estats Units, el 1586. Aquest també és considerat el primer jueu nord-americà i va servir com a model d'un científic jueu heroic en la novel·la The New Atlantis de Francis Bacon. El primer colonitzador txec documentat fou Augustine Herman (1621-1686). Frederick Philipse és un altre bohemi notable que va viure als actuals Estats Units durant el segle xvii.
La primera onada significativa de colonitzadors txecs va ser a la primera meitat del segle xviii, quan seguidors de l'Església moràvia van decidir emigrar a Amèrica del Nord per les persecucions polítiques i religioses que patien a Saxònia. Aquests primer es van assentar a Savannah (Geòrgia) i després a Pennsilvània, per acabar establint-se sobretot a Ohio. Van establir assentaments moravis com Bethlehem (Pennsilvània), Lititz (Pennsilvània) i Salem (Carolina del Nord). Els moravis han contribuït al desenvolupament de la cultura nord-americana, sobretot en la música.